# 陳琚安
陳琚安（1968年3月—），曾任Sina新浪網大中華區資深行銷總監，Yahoo!亞太區副總裁，現為Verizon Media 國際市場用戶營銷副總裁。

## 經歷
曾就读于北一女中，國立台灣大学工商管理学系毕业。
1991年赴美，获芝加哥大学企業管理硕士。返台后，就職於寶僑家品，擔任洗髮精與紙類產品的品牌經理。1998年起轉進網路界，任新浪網大中華資深行銷總監。2004年起任職Yahoo，並於2019年起擔任台灣世界展望會董事。
陳琚安是Yahoo亞太區策略暨營運部副總裁，主掌12個市場的媒體傳播經營及規劃，曾多次帶領全球產品服務上市計劃，近期負責Verizon Media 國際市場用戶營銷副總裁，主管行動服務、會員服務、電子商務與大數據應用的推動。